# Siphamia ovalis
Siphamia ovalis är en fiskart som beskrevs av Lachner, 1953. Siphamia ovalis ingår i släktet Siphamia och familjen Apogonidae. Inga underarter finns listade i Catalogue of Life.